# Зе-ченг
Народы зе-ченг (вьет. Người Giẻ Triêng) — народы зе (же, джех) и ченг (талиенг, тариенг), проживающие в Юго-Восточной Азии.
Примерно 2 тысячи зе обитают на территории Лаоса. Однако зе наиболее многочисленны во Вьетнаме, в провинциях Контум и Куангнам, где в настоящее время насчитывается около 25 тыс. человек. Имеет общие черты в культуре с другим народом — ченг. Поэтому их нередко объединяют в единую национальность, численность которой превышает 50 тысяч человек.

## Язык
Зе-ченг говорят на языках бахнарской ветви мон-кхмерской семьи: джех (же) и ченг (талиенг). Система письма была сформирована незадолго до 1975 года, с использованием латинского алфавита.

## Религия
Зе-ченг практикуют анимизм. Они верят в существования богов воды, неба, леса, огня, солнца, земли, риса, деревни и даже камня. В каждой деревне есть священный предмет, который рассматривается в качестве опекуна. И находится он в месте неизвестном для посторонних. Любая семья имеет свой сакральный объект, который влияет на её жизнь. Существует много ритуалов и обычаев, связанных со сверхъестественным миром.
На различных фестивалях практикуются жертвоприношения. Как правило, преподносится кровь животных.

## Деятельность
Основным занятием для зе-ченг является земледелие подсечно-огневого типа. Работа начинается с выжигания леса, затем на свежепоявившихся землях, зе высаживают рис, маниок, кукурузу и другие растения. Это помогает добывать пищу. Другим способом является охота на диких животных. Немалых успехов зе достигли и в таких ремёслах как гончарное дело, ткачество и плетение.

## Проживание
Деревня (плей) у зе-ченг имеет кольцевую планировку. Как правило, плей окружён защитным забором. В селениях насчитывается около 10-15 свайных или наземных домов. В центре селения располагается общинный дом. Материалом для постройки служит дерево.
Традиционное социальное устройство — сельская община, во главе которой стоят старейшины. Благодаря своему опыту и знаниям они пользуются большим уважением, а также потому, что рассматриваются как основатели села.
Зе-ченг живут по лунному календарю.
Умерших не зарывают в землю, а кладут в гроб и подвешивают.

## Брак и семья
Жители принадлежат к разным родственным линиям. У каждой своя легенда о происхождении, правила и табу.
Молодые люди, как правило, самостоятельно находят своих партнёров. По традиции не мужчина, а женщина выбирает себе супруга. В случае отказа невеста имеет право выкрасть жениха и заставить жениться. Если в течение 5 дней он всё равно не соглашается, то ему придётся выплатить штраф. Однако в любом случае может понадобится благословение родителей. Если союз не нарушает семейные табу, то свадьба состоится в ближайшее время. Церемония брака проходит в несколько этапов. Есть древний ритуал, согласно которому, невеста обязана принести в дом жениха связку из ста брёвен. Семья жениха, в свою очередь должна подарить невесте инструменты для вышивки.
Ко дню появления ребёнка, отец обязан построить хижину. В которой будут проходить роды. Женщина в это время заботится о себе самостоятельно. Она может принести младенца домой по истечении 10 дней. Ребёнок будет считаться членом семьи только после определённого ритуала.

## Внешний вид
Традиционно мужчины носят набедренные повязки. Одежда женщин — длинные цельные юбки. Однако современный вьетнамский стиль становится всё более распространенным в наши дни, даже в отдельных сёлах. Зе-ченг любят носить много украшений, среди которых серебро, медь, ожерелья, браслеты и серьги. Женщины из богатых семей предпочитают серьги, сделанные из слоновой кости.
Характерной особенностью у зе-ченг являются спиленные зубы, что считается эталоном красоты у данного народа. Операция происходит в возрасте 14 лет.

## Искусство
Зе-ченг увлекаются народными искусствами. Среди которых песни, танцы и музыка. Особой популярностью пользуется игра на гонге. Существует два вида — cong и chieng. Традиционные музыкальные представления на гонге тесно связаны с художественными, религиозными и философскими убеждениями, а также с жизнью этих сообществ и следовательно можно сказать, что культурная идентичность различных групп, проживающих на высокогорье непосредственно связана с культурой игры на гонге, существующей в каждой группе (Alperson 2007: 11).